# Arrigo Pola
Arrigo Pola (Finale Emilia, 5 luglio 1919 – Modena, 3 novembre 1999) è stato un tenore italiano attivo a livello internazionale fra gli anni 1940 e 1960. Fu poi un celebre insegnante di canto operando sia in Italia che in Giappone. Ebbe fra i suoi allievi tenori come Luciano Pavarotti, Giuliano Bernardi, Vincenzo La Scola e il basso Michele Pertusi. Fu anche direttore artistico dell'Opera di Fujiwara dal 1957 al 1965.

## Biografia
Era nipote del tenore Ubaldo Toffanetti e trascorse la maggior parte della sua adolescenza a Modena. Nel 1937 entrò al Conservatorio Orazio Vecchi di Modena studiando inizialmente la tromba. Mentre era al conservatorio gli fu detto che aveva un'ottima voce e venne convinto a studiare canto con Mercedes Aicardi. Nel 1940, vinse, assieme al giovane basso Cesare Siepi e al mezzosoprano Fedora Barbieri, il Concorso nazionale per cantanti d'opera indetto dalla RAI. Subito dopo l'affermazione nel concorso, venne arruolato nell'Esercito italiano dove combatté per tre anni durante la seconda guerra mondiale a Danzica in Polonia, territorio allora occupato dai nazisti. Fortunatamente, gran parte dei suoi compiti erano quelli di musicista e fu in grado di trascorrere molto del suo tempo cantando e suonando la tromba in una banda militare.
Dopo la fine del servizio militare, nel 1943, Pola continuò i suoi studi di canto con Bertazzoni Barbieri e Leone Magiera. Fece quindi il suo debutto nel giugno 1945 al Teatro Comunale di Modena nel ruolo di Mario Cavaradossi in Tosca di Giacomo Puccini con Sara Scuderi nel ruolo della protagonista. Tornò a cantare, nello stesso teatro, nel ruolo di Pinkerton in Madama Butterfly con Mafalda Favero, come Alfredo in La traviata con Margherita Carosio nel ruolo di Violetta e come Duca di Mantova nel Rigoletto con Tito Gobbi.
La sua carriera ebbe un rapido sviluppo che lo portò a cantare al Teatro dell'Opera di Roma, al Teatro La Fenice e al Teatro San Carlo di Napoli. Nel 1945 e nel 1946 cantò al Théâtre de la Monnaie a Bruxelles, dove venne particolarmente ammirato nel ruolo del cavalier des Grieux in Manon di Jules Massenet. Debuttò al Teatro alla Scala nel 1947 cantando nel ruolo del protagonista in Faust di Charles Gounod con Renata Tebaldi nel ruolo di Marguerite, Cesare Siepi come Mefistofele e Antonino Votto direttore. Altre sue notevoli interpretazioni, alla fine degli anni quaranta, furono il ruolo di Donello in La fiamma di Ottorino Respighi al Liceu di Barcellona e al Teatro Colón di Buenos Aires, Maurizio in Adriana Lecouvreur di Francesco Cilea al Teatro Francesco Cilea di Reggio Calabria con Maria Caniglia come protagonista e in numerosi teatri d'opera nel ruolo di Enzo Grimaldi ne La Gioconda di Amilcare Ponchielli.
Nella primavera del 1951 Pola interpretò Alfredo, con Maria Callas nel ruolo di Violetta, al Teatro Regio di Parma. Purtroppo la Callas e suo marito Giovanni Battista Meneghini avevano un'avversione per Pola che ebbe un impatto negativo sulla sua carriera in Italia. Nell'estate del 1951 cantò Enzo Grimaldi alle Terme di Caracalla in una serata di gala che il governo italiano aveva organizzato in onore del presidente delle Filippine. Pola venne invitato il giorno successivo ad un incontro con il presidente filippino, dove gli venne offerto un posto di tenore principale al Teatro dell'Opera di Manila e di insegnante di canto presso il Conservatorio di Manila. Dati i problemi con la Callas, Pola e sua moglie decisero di accettare l'offerta e la famiglia trascorse i tre anni seguenti nelle Filippine. Lì egli cantò, con l'Opera di Manila, Canio in Pagliacci, Manrico in Il trovatore, Rodolfo in La bohème e Turiddu in Cavalleria rusticana fra gli altri ruoli.
Nel 1954 Pola tornò in Italia con la speranza di riprendere a cantare nel suo paese, ma il tentativo non andò a buon fine. Quell'anno fu avvicinato da un panettiere di nome Fernando Pavarotti, che voleva sapere se la voce tenorile di suo figlio Luciano era abbastanza buona per intraprendere lo studio per diventare cantante d'opera. Pola disse, in seguito, che dopo averlo ascoltato per quindici minuti si rese subito conto di trovarsi di fronte ad un vero talento. Decise pertanto spontaneamente di aiutare il ragazzo e la sua famiglia, che non aveva grandi possibilità economiche, dando gratuitamente a Luciano lezioni di canto giornaliere. Per i successivi tre anni, Luciano studiò con Pola quasi tutti i giorni. Pavarotti in seguito ebbe a dichiarare: "Se non fosse per il mio caro maestro Arrigo Pola, non sarei quello che sono oggi".
Nel 1957 a Pola venne offerta la cattedra di canto alla Tokyo University of the Arts e il ruolo di direttore artistico alla Fujiwara Opera a condizione che insegnasse in lingua giapponese. Egli accettò l'incarico dopo essersi assicurato che Pavarotti potesse continuare a studiare con Ettore Campogalliani. Pavarotti continuò comunque a mantenere i contatti con Pola e a chiedergli consigli andando a trovarlo a più riprese a Tokyo mentre studiava con Campogalliani. Pola divenne il rettore del dipartimento di canto europeo all'Università di Tokyo. Nel contempo continuò a cantare in opere e concerti in Giappone e Cina. Egli interpretò Pinkerton nel primo film in bianco e nero di Madama Butterfly prodotto dalla NHK.
Nel 1965 tornò in Italia e dedicò il resto della sua vita insegnando canto a Cagliari, Verona, Bologna e  Modena. Fra i suoi allievi più famosi di queste ultime periodo si ricordano  Luciano Pavarotti, Michele Pertusi, Vincenzo La Scola, Antonio Salvadori, Peter Butterfield, Andrea Coronella, Nikolay Dorozhkin, Thiérry Félix, Rudy Giovannini, Reinaldo Macias, David Mannell, Michiè Nakamaru, Jacek Pazola, Luana Pellegrineschi, Vincenzo Rose, Mario Luperi e Manrico Tedeschi. Morì a Modena all'età di ottant'anni.

## Discografia parziale
- Il mito dell'Opera Bongiovanni, CD, 2008, Etichetta: Phantom; Anita Cerquetti e Arrigo Pola
- Arrigo Pola. Berühmte Tenor-Arien, CD, 1993, Etichetta: ZYX-MUSIC GMBH, D-35797 Merenberg; Arrigo Pola, Kioko Tzukada; Orchestra of Tokyo National University of Arts, Dir. Franco Capuana

## Filmografia
- Pavarotti and the Italian Tenor, DECCA VHS 1995 con Luciano Pavarotti, Leone Magiera, Arrigo Pola, Rossini Chorale, Polygram Video